# Khariboli
Khari boli (dewanagari: खड़ी बोली, urdu: کھڑی بولی, khaṛī bolī dosłownie „stojący dialekt”) – dialekt indoaryjski, używany w okolicach Delhi. Na jego bazie powstał język hindustani, służący jako lingua franca na ogromnym obszarze północnych Indii oraz dwa standardowe języki literackie – hindi oraz urdu, lecz obecnie przez użytkowników tych języków khari boli postrzegany jest jako dialekt „wiejski”. Pomimo pewnych różnic dialektalnych niekiedy również standardowa forma hindustani określana jest jako „khariboli”.